# Лесли, Александр Ульянович
Александер (Александр Ульянович) Лесли оф Крихи, затем оф Охинтул, после принятия православия Авраам Ильич Лесли (англ. Alexander Leslie of Crichie, later of Auchintoul; ум. 1662, Смоленск) — русский генерал шотландского происхождения, состоявший на польской, шведской, шотландской и русской службе. Чин генерала получил первым в истории России. Руководил взятием Смоленска, после чего был пожалован имением Герчиково и назначен смоленским воеводой. Основатель российской ветви шотландского клана Лесли.

## Биография
В 1616 году Лесли служил в польской армии и под Смоленском попал в русский плен. В 1618—1619 годах находился на русской службе, затем нанялся к шведскому королю. В январе 1630 года полковник Александр Лесли повторно прибыл в Москву в составе шведской военной миссии. В Москве Лесли удостоился аудиенции у царя Михаила Фёдоровича и подал прошение поступить на русскую службу. Прошение полковника было удовлетворено и с марта 1630 года Лесли зачислен на службу, обучать ратному делу желающих мелкоместных детей боярских.

### Смоленская война
Поступивший на службу в чине полковника, в 1631 году Лесли был отправлен в Швецию для найма солдат. В ходе Смоленской войны в 1632 году Лесли в чине старшего полковника командовал сразу двумя полками: полком наёмников и русским полком солдатского строя. Принял участие в походе на Дорогобуж в отряде воеводы Фёдора Сухотина и в осаде Смоленска. 9 октября 1633 года в боях на Жаворонковой горе солдатский полк Лесли спас от разгрома полк наёмников полковника Томаса Сандерсона и солдатский полк полковника Тобиаса Унзена, которые были атакованы гусарами. На военном совете 2 декабря Лесли обвинил полковника Сандерсона в провале попытки прорыва, заявил о его измене и застрелил полковника на глазах воеводы Михаила Шеина. После капитуляции Шеина в 1634 году, русский солдатский полк Лесли, сохранив знамёна, холодное оружие и мушкеты с зарядами, получил право свободного выхода из окружения и вернулся в Москву. После завершения Смоленской войны Лесли вместе с большей частью иностранцев был уволен с русской службы и выслан из страны.

### Царствование Алексея Михайловича
После воцарения Алексея Михайловича, боярин Борис Морозов возродил идею организации «полков нового строя». В 1647 году Александр Лесли вновь был принят на русскую службу.
В это время определенные круги дворянства попытались добиться изгнания «иноземцев» с русской службы. В начале 1652 года в Москве собрался церковный собор, который постановил принять меры против нарушения иностранцами православных обычаев. На соборе Лесли был обвинен в том, что вместе с другими офицерами, развлекаясь, стрелял по кресту на куполе церкви, а его жена бросила в печь икону и «заставляла русских слуг есть в пост собачье мясо». После собора Лесли был арестован. Царь и боярин Илья Милославский попытались разрешить острый конфликт и предложили офицерам принять православие. В сентябре 1652 года большая группа офицеров во главе с протестантом Лесли приняла православие. Полковник Лесли принял имя Авраам Ильич и был не только помилован, но и получил подарки на сумму 23 тысячи рублей. После крещения в доме Милославского состоялось православное венчание полковника с его женой. Крестившиеся вместе с Лесли офицеры получили поместья и были записаны дворянами по «московскому списку».
Весной 1654 года Лесли, ставший генералом, принял участие в Смоленском походе царя Алексея Михайловича. Лесли находился при царе в качестве главного военного советника и руководил осадой Смоленска. После взятия города был назначен смоленским воеводой. В 1656 году генерал Лесли принимал участие в осаде Риги. Скончался Лесли в 1663 году в городе Смоленске.

## Семья
В браке имел сыновей Якова Александровича и Фёдора Авраамиевича (?-1695), которые служили полковниками (командирами) в солдатских полках (Яков в Белгородском). Внук Александра Ульяновича, генерал-майор Юрий Фёдорович Лесли участвовал в войне за польское наследство и в русско-турецкой войне 1735—1739.